# Mrazová kotlina

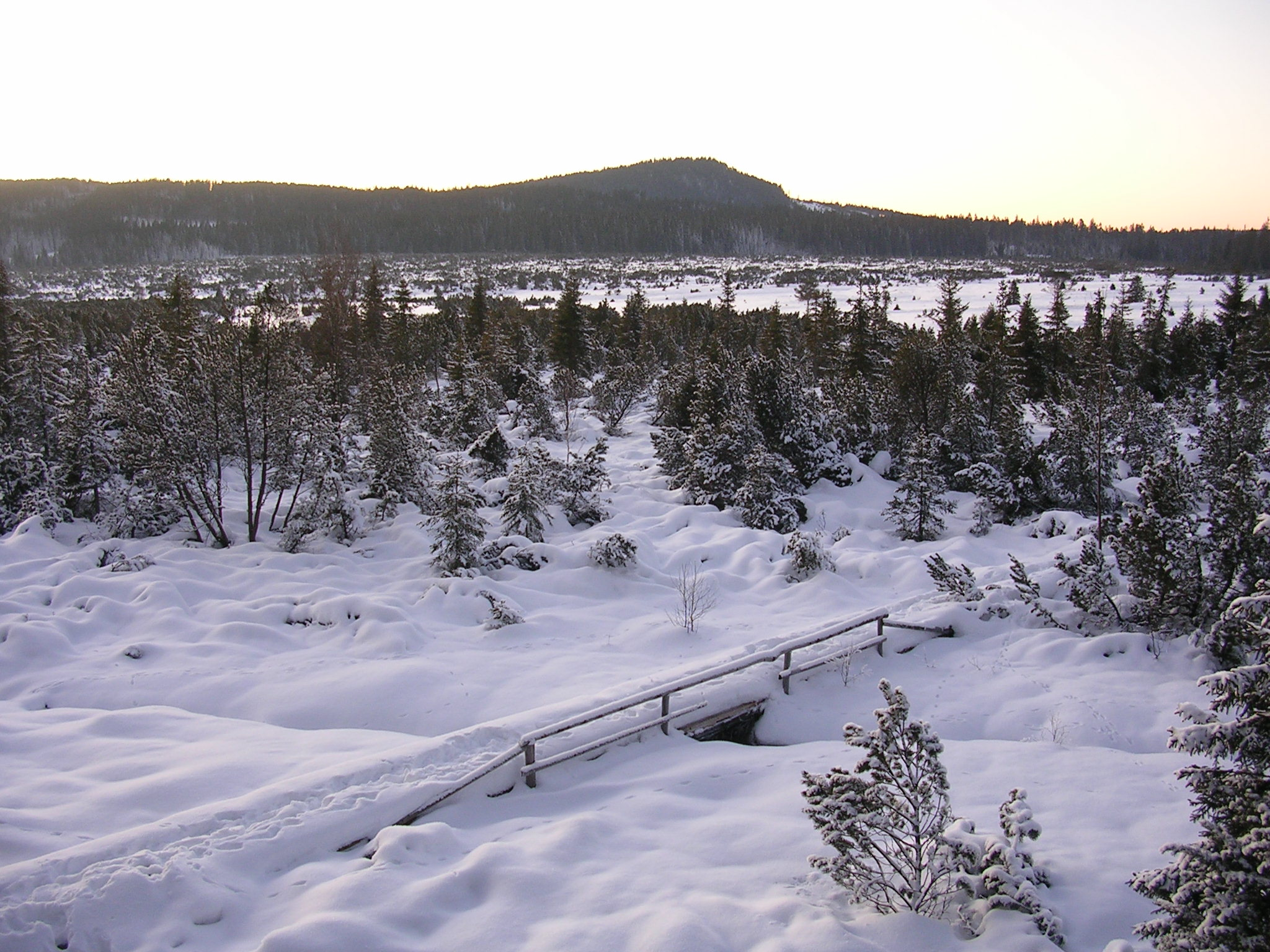
Příkladem mrazové kotliny je Jezerní slať na Šumavě

Mrazová kotlina je místo, kam kvůli terénní nerovnosti gravitačním efektem ze svahů stéká a hromadí se studený vzduch, který je těžší než teplý. Gravitační stékání studeného vzduchu po svazích se nazývá katabatický vítr, a dochází k němu za všeobecně bezvětrných a jasných nocí v údolích nebo na skloněném terénu. Studený vzduch kotlinu zalije a vytvoří tzv. jezero studeného vzduchu, a pokud nemají sluneční záření ani vítr dostatečnou intenzitu, nepromíchá se s teplejším vzduchem, který je výše. Vytvoření jezera se prozrazuje – po ochlazení vzduchu na rosný bod – nevysokou přízemní mlhou, která může později stoupat. Na dně mrazové kotliny pak vrstva studeného vzduchu dosahuje několika metrů nebo i více. Studený vzduch v kotlině může setrvávat téměř bez pohybu několik dní. Mrazové kotliny mohou mít podobu ledovcového kotle, zploštělého a mělkého údolí a podobně. V mrazových kotlinách se v zimním období vyskytují extrémní mrazy, mrzne tu občas i v létě, zejména za jasných a klidných nocí, čímž je myšlena teplota ve výšce dva metry nad zemí, nikoli pouhý přízemní mráz. Ke vzniku mrazových epizod dochází v průběhu radiačního typu nočního počasí, kdy se přízemní vrstva vzduchu rychle ochlazuje a zaplňuje kotlinu.

## Výskyt mrazových kotlin
Mrazové kotliny se vyskytují ve všech horských oblastech, především na zarovnaných površích náhorních plošin pod horskými vrcholy a hřebeny, v uzavřených mělkých údolích nebo téměř uzavřených přírodní či umělou překážkou. Četný výskyt mrazových kotlin je v Alpách, Karpatech či pohořích Balkánského poloostrova.
V Česku k mrazovým kotlinám patří Jizerka v Jizerských horách, Jezerní slať, Rokytská slať, Luzenské údolí a Horská Kvilda na Šumavě, Šindelová v Krušných horách, Adršpašské a Teplické skály (soutěska Sibiř).